# Freilichtbühne Schloß Neuhaus
Die Freilichtbühne Schloß Neuhaus ist eine Amateurtheater-Freilichtbühne in Schloß Neuhaus, einem Stadtteil der Stadt Paderborn in Nordrhein-Westfalen. Sie ist Mitglied im Verband Deutscher Freilichtbühnen.

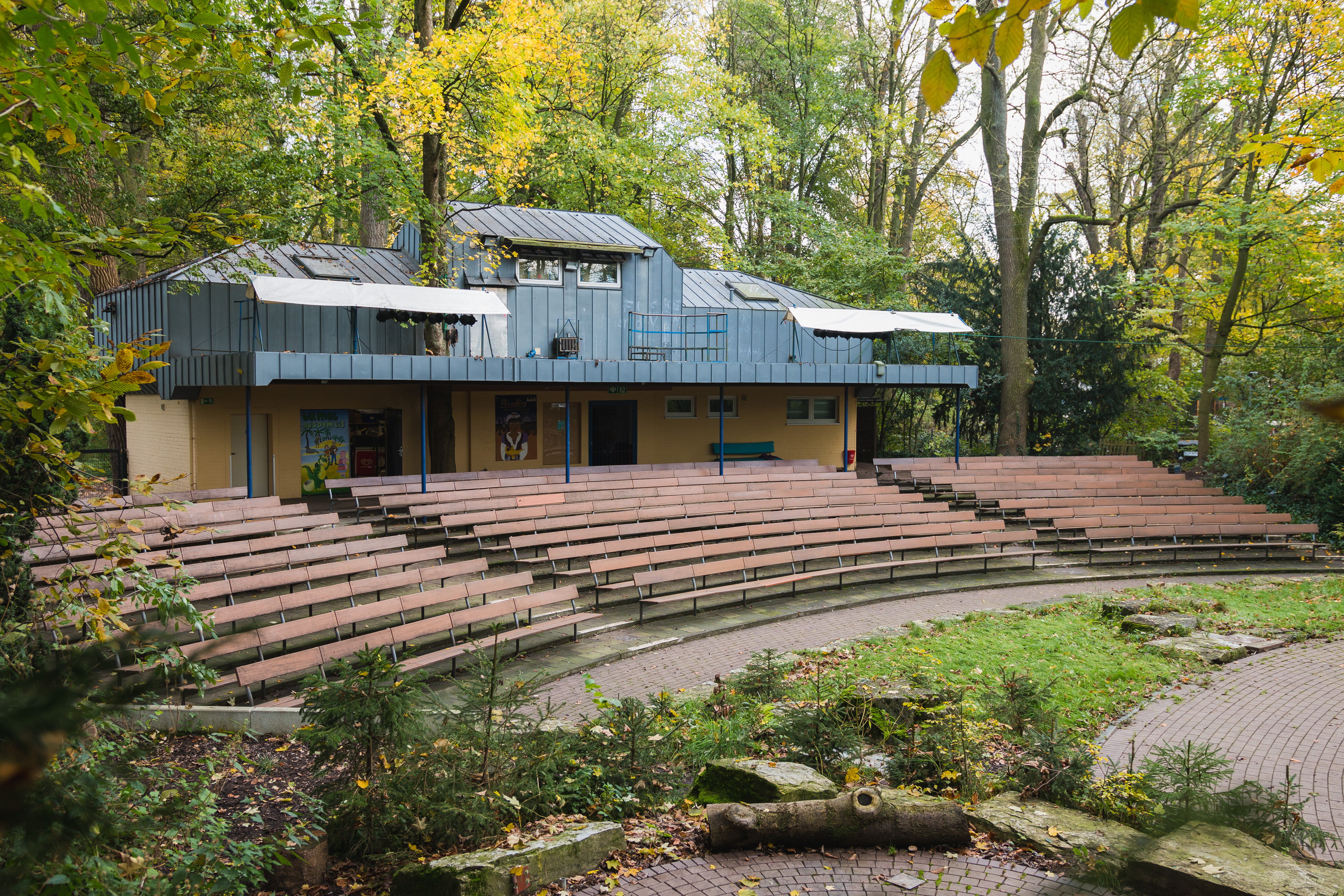
Das Bühnenhaus sowie der 2001 fertiggestellte Zuschauerraum.

Getragen wird die Freilichtbühne durch den gleichnamigen Verein Freilichtbühne Schloß Neuhaus e. V., der am 15. Mai 1963 gegründet wurde. Die Freilichtbühne existiert bereits seit 1957 und wurde anlässlich der 700-Jahr-Feier von Schloß Neuhaus gegründet. Bis zur Gründung des Vereins setzte sie sich aus der Theatergruppe und dem Werkschor der Benteler Werke sowie der Kolpingschar zusammen. Hugo Wienand inszenierte für die Schlossfestspiele „Jedermann“ von Hugo von Hofmannsthal. Die Proben fanden abends unter der Woche im Spiegelsaal des Schlosses statt. Die Premiere wurde leider wegen Dauerregens abgesagt, doch am nächsten Abend gab es dafür eine erfolgreiche Aufführung im Schlossinnenhof. Zusätzlich zu diesem Kultstück wurde das Märchenspiel „Zauberschaft im Märchenwald“ von der Spielschar des Werkschors uraufgeführt.
1959 wurde die Aufschüttung und Planierung einer Zuschauertribüne und die Plattierung zweier Spielflächen fertiggestellt. Fünf Jahre später, noch rechtzeitig vor Beginn der Saison, wurde schließlich auch das erste Bühnenhaus fertiggestellt.

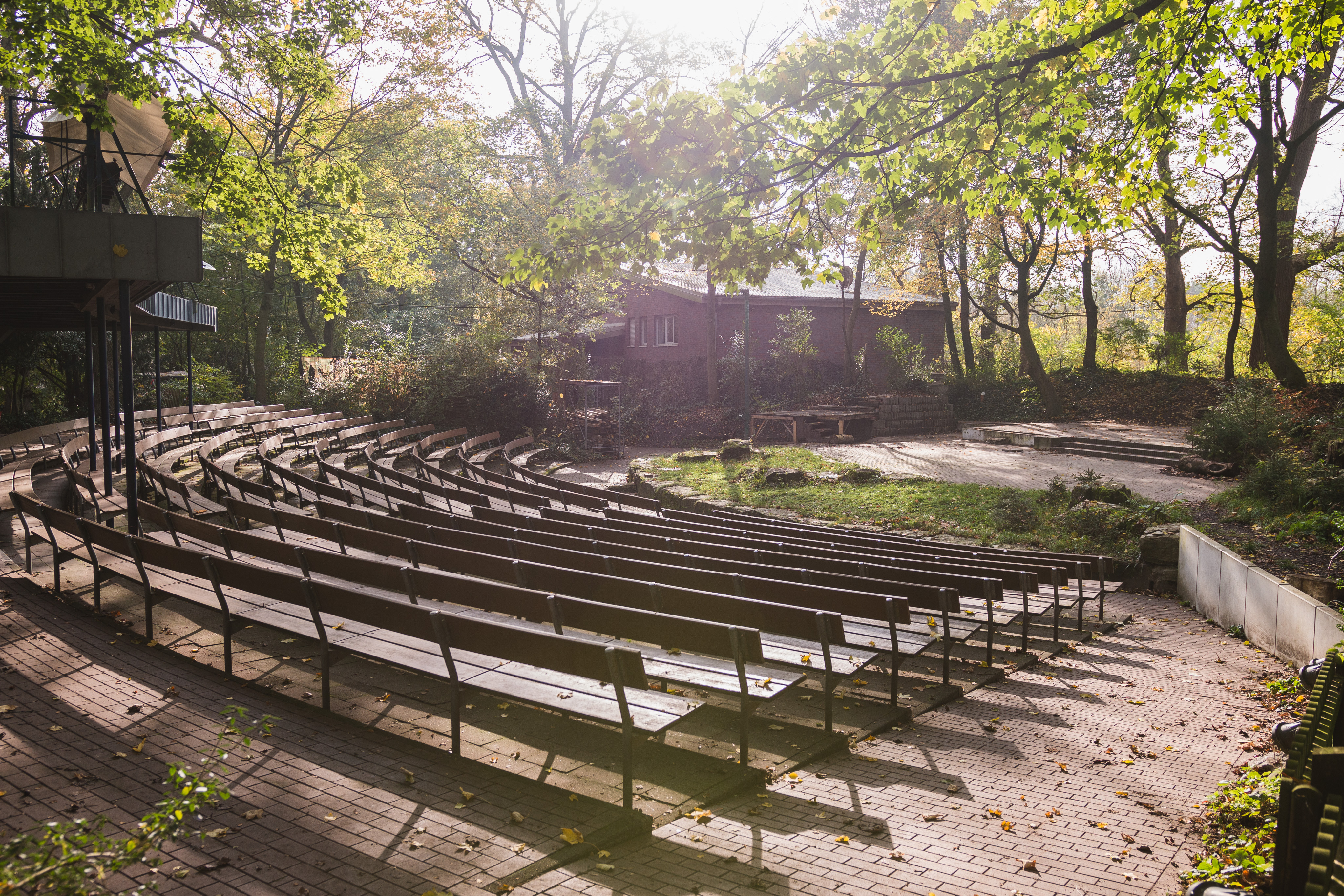
Blick auf die Bühne und im Hintergrund das Vereinshaus, das im Jahr 2004 errichtet wurde.

1993 wurde der Ausbau des Eingangsbereiches (Kiosk und Toiletten), des Daches mit Fundus und Requisitenraum und des Tontechnikerraums mit verbessertem technischen Equipment fortgesetzt. Die Schallmauer von über 10.000 Zuschauern wurde in diesem Jahr mit den Stücken „Tischlein deck dich“, „Oh wie schön ist Panama“ und „Sterntaler“ erstmals überschritten. Nur drei Jahre später erreichen die über 50 Darsteller der Freilichtbühne mit „Dschungelbuch“ von R. Kipling mit mehr als 13.000 Besuchern einen neuen Zuschauerrekord.

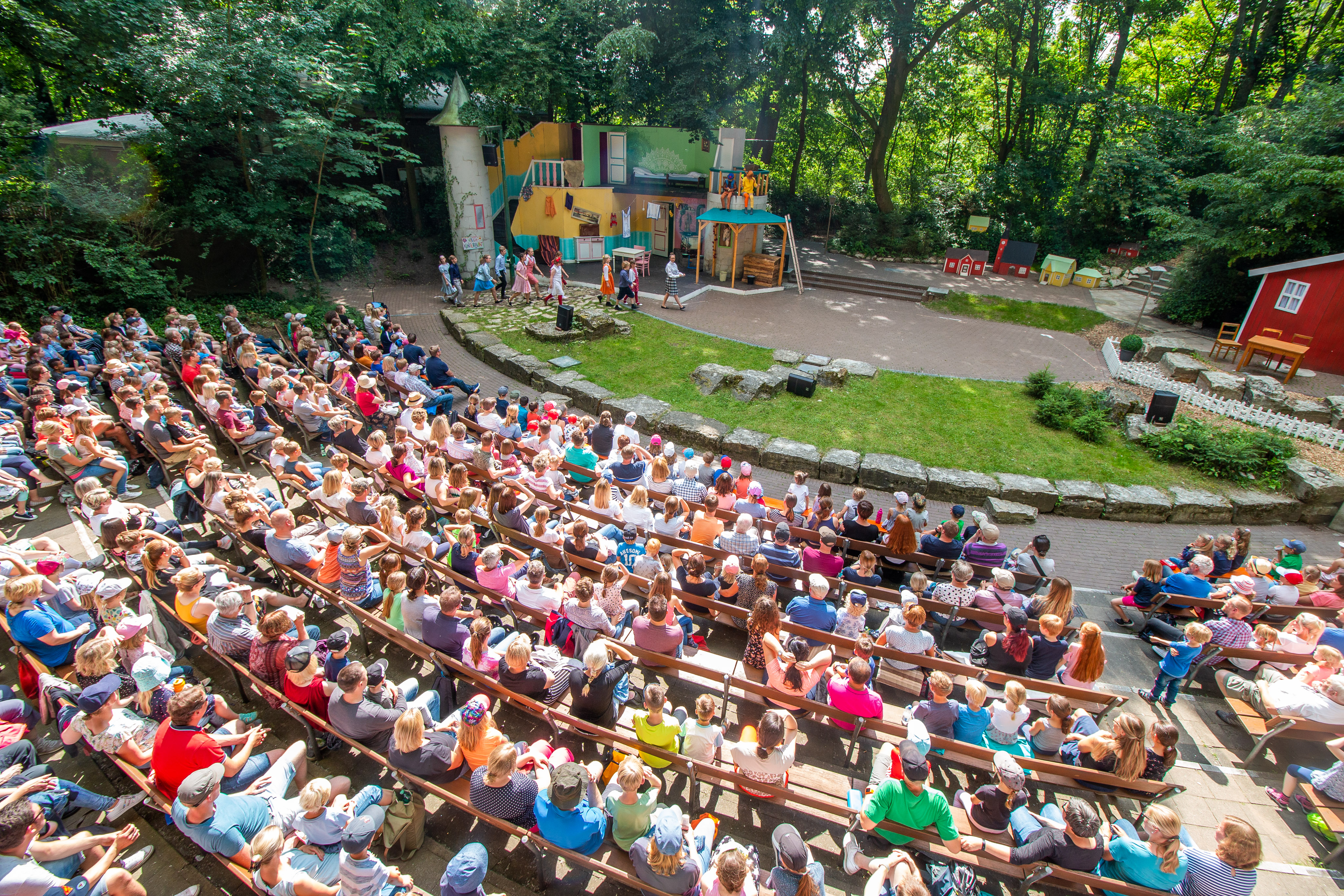
Der voll besetzte Zuschauerraum während des Stücks Pippi Langstrumpf (2019).

Seit 2001 gibt es im Zuschauerraum eine feste Bestuhlung in Form von Bänken. Bis zu 600 Zuschauer finden im Zuschauerraum Platz.
Der Paderborner Schauspieler, Autor und Filmemacher Erwin Grosche sammelte unter anderem auf der Freilichtbühne Schloß Neuhaus erste Schauspiel- und Regieerfahrung. So schrieb und inszenierte er mit seinem Bruder Heiko Grosche etwa 1979 das Stück KubuKiKa und inszenierte 1985 Schneewittchen. In KubuKiKa spielte die Regisseurin Hermine Huntgeburth mit und 1981 spielte der Kabarettist und Musiker Rüdiger Hoffmann in Räuber Hotzenplotz den Seppel.
Neben den klassischen Theateraufführungen wie das Familienstück und das Abendstück finden gelegentlich auf der Freilichtbühne auch weitere (musikalische) Veranstaltungen statt. So trat beispielsweise in den Jahren 2017 und 2018 der junge Paderborner Kabarettist Julian Klenner auf, der selbst zuvor in zahlreichen Stücken als Darsteller mitgewirkt hatte. In der nachfolgenden Saison 2019 hatte er sein Regiedebüt mit dem Familienstück Pippi Langstrumpf. Zu den bisherigen Musikveranstaltung zählen etwa zwei Konzerte des Paderborner Elvis-Imitators Carsten Keber, eine ABBA- sowie eine Blues Brothers-Show und regelmäßig Benefizkonzerte für die Deutsche José Carreras Leukämie-Stiftung.

## Aufführungen
| Jahr | Titel                                                           | Autor                                      | Regie                                        | Zuschauer | Vorstellungen |
| ---- | --------------------------------------------------------------- | ------------------------------------------ | -------------------------------------------- | --------- | ------------- |
| 1957 | Jedermann                                                       | Hugo von Hofmannsthal                      | Hugo Wienand                                 | 1.000     | 3             |
| 1958 | Im weißen Rössl                                                 | Oskar Blumenthal                           | Hugo Wienand                                 | 1.600     | 3             |
| 1959 | Die Räuber                                                      | Friedrich Schiller                         | Hugo Wienand                                 | 1.000     | 3             |
| 1960 | Im weißen Rössl                                                 | Ralph Benatzky                             |                                              |           |               |
| 1960 | Als ich wiederkam                                               | Oskar Blumenthal                           | Hugo Wienand                                 | 1.554     | 3             |
| 1961 | Bettler vor dem Kreuz                                           | Paul Wanner                                | Emilia Schroedter                            | 2.306     | 9             |
| 1962 | Der Raub der Sabinerinnen (Studiostück)                         | Franz von Schönthan und Paul von Schönthan | Emilia Schroedter                            | 781       | 3             |
| 1962 | Weh dem, der lügt                                               | Franz Grillparzer                          | Emilia Schroedter                            | 400       | 3             |
| 1963 | Keine Gnade für den Marschall                                   | T. Schroedter                              | Emilia Schroedter                            | 1.000     | 8             |
| 1964 | Was ihr wollt                                                   | William Shakespeare                        | Emilia Schroedter                            | 1.152     | 8             |
| 1964 | König Drosselbart                                               | E. Sternel                                 | Emilia Schroedter                            | 1.000     | 3             |
| 1965 | Der Richter von Zalamea                                         | Pedro Calderón de la Barca                 | Emilia Schroedter                            | 600       | 6             |
| 1965 | Der Gänsezauber                                                 | Max Reinowski                              | Emilia Schroedter                            | 400       | 3             |
| 1966 | Die kahle Sängerin (Studio)                                     | Eugène Ionesco                             | Emilia Schroedter                            |           | 3             |
| 1966 | Der Lügner                                                      | Carlo Goldoni                              | Emilia Schroedter                            | 654       | 12            |
| 1966 | Der Riese Wellewatz                                             | Margarethe Cordes                          | Emilia Schroedter                            | 896       | 3             |
| 1967 | Der Freier                                                      | Joseph von Eichendorff                     | Emilia Schroedter                            | 800       | 7             |
| 1967 | Der Schweinehirt                                                | E. Sternel                                 | Emilia Schroedter                            | 500       | 4             |
| 1968 | Der Widerspenstigen Zähmung                                     | William Shakespeare                        | Emilia Schroedter                            | 650       | 9             |
| 1968 | Rumpelstilzchen                                                 | Gebrüder Grimm                             | Emilia Schroedter                            | 1.300     | 3             |
| 1969 | Der Automobilsalon (Studio)                                     | Eugène Ionesco                             | Emilia Schroedter                            |           |               |
| 1969 | Dr. Faustus                                                     | Christopher Marlowe                        | Emilia Schroedter                            | 700       | 8             |
| 1969 | Der gestiefelte Kater                                           | Gebrüder Grimm                             | Emilia Schroedter                            | 400       | 4             |
| 1970 | Die Heiratsvermittlerin                                         | Thornton Wilder                            | F. Hötger                                    | 820       | 5             |
| 1971 | Lied der Wölfe                                                  | Ilias Venesis                              | F. Hötger                                    | 600       | 6             |
| 1972 | Die deutschen Kleinstädter                                      | August von Kotzebue                        | O. Jungeburth                                | 3.300     | 9             |
| 1972 | Streichquartett (Studio)                                        |                                            | O. Jungeburth                                |           | 4             |
| 1973 | Wind in den Zweigen des Sassafras                               | René de Obaldia                            | M. Repiscus                                  | 3.020     | 12            |
| 1973 | Jim Knopf und Lukas der Lokomotivführer                         | Michael Ende                               | O. Jungeburth                                |           | 14            |
| 1974 | Der politische Kannengießer                                     | Ludvig Holberg                             | M. Repiscus                                  | 500       | 8             |
| 1975 | Stokkerlok und Millipilli                                       | Rainer Hachfeld und Volker Ludwig          | M. Repiscus                                  | 942       | 9             |
| 1975 | Erzwungene Heirat                                               | Molière                                    |                                              |           |               |
| 1976 | Ein Sommernachtstraum                                           | William Shakespeare                        | W. Kühnhold                                  | 2.404     | 11            |
| 1977 | Die lustigen Weiber von Windsor                                 | William Shakespeare                        | W. Kühnhold                                  | 869       | 7             |
| 1977 | Robinson soll nicht sterben                                     | Friedrich Forster                          | H. J. Held                                   | 417       | 7             |
| 1978 | Wie es euch gefällt                                             | William Shakespeare                        | W. Kühnhold                                  | 988       | 11            |
| 1978 | Mensch Mädchen                                                  | Stefan Reisner                             | H. J. Held                                   | 1.464     | 6             |
| 1978 | König Flötenton und Konsorten                                   | Pierre Gamarra                             | H. Schroedter                                | 411       | 8             |
| 1979 | Macbeth                                                         | William Shakespeare                        | W. Kühnhold                                  | 952       | 11            |
| 1979 | KubuKiKa                                                        | Erwin Grosche und Heiko Grosche            | Erwin Grosche und Heiko Grosche              | 1.229     | 7             |
| 1980 | George Dandin                                                   | Molière                                    | H. J. Held                                   | 165       | 7             |
| 1980 | Die Gardine                                                     | Gerd Oelschlegel                           | H. J. Held                                   | 247       | 10            |
| 1980 | Wer bringt den König zum lachen                                 | Heiko Grosche                              | M. Greifenberg                               | 619       | 9             |
| 1981 | Romulus der Große                                               | Friedrich Dürrenmatt                       | M. Greifenberg                               | 1.027     | 12            |
| 1981 | Der Räuber Hotzenplotz                                          | Otfried Preußler                           | U. Schmidt                                   | 4.476     | 18            |
| 1982 | Der böse Geist des Lumpazivagabundes                            | Johann Nestroy                             | M. Greifenberg                               | 613       |               |
| 1982 | Der Teufel mit den drei goldenen Haaren                         | Gebrüder Grimm                             | U. Schmidt                                   | 2.795     | 23            |
| 1983 | Peter Pan                                                       | J. M. Barrie                               | U. Schmidt                                   | 2.287     |               |
| 1983 | Frühlingserwachen                                               | Frank Wedekind                             | U. Schmidt                                   |           |               |
| 1984 | Max und Moritz                                                  | Wilhelm Busch                              | M. Adamek / T. Carabillo                     | 1.674     | 8             |
| 1984 | Der Krug                                                        | Luigi Pirandello                           | M Schlaffer u. Gruppe                        | 654       | 7             |
| 1985 | Schneewittchen                                                  | Gebrüder Grimm                             | Erwin Grosche                                | 1.476     | 7             |
| 1985 | Der Menschenfeind                                               | Molière                                    | A. v. Studnitz                               | 486       |               |
| 1986 | Alice im Wunderland                                             | Lewis Carroll                              | M. Schiffner                                 | 2.785     | 10            |
| 1986 | Herkules und der Stall des Augias                               | Friedrich Dürrenmatt                       | A. Fischer / M. Köhne                        | 585       | 7             |
| 1987 | Pippi Langstrumpf                                               | Astrid Lindgren                            | Wittener Ki. u. Jugendth.                    | 2.472     | 5             |
| 1987 | Zwei Engel steigen aus                                          | Günther Weisenborn                         | M. Köhne                                     | 496       | 6             |
| 1988 | Der Räuber Hotzenplotz                                          | Otfried Preußler                           | Wittener Ki. u. Jugendth.                    | 1.121     | 5             |
| 1988 | Zwei Engel steigen aus                                          | Günther Weisenborn                         | M. Köhne                                     |           | 6             |
| 1988 | Die widerspenstige Zähmung                                      | William Shakespeare                        | Freilichtbühne Billerbeck                    | 211       | 1             |
| 1989 | Bremer Stadtmusikanten                                          | Gebrüder Grimm                             | Chr. Nolte                                   | 2.597     | 13            |
| 1990 | Bremer Stadtmusikanten                                          | Gebrüder Grimm                             | Chr. Nolte                                   | 730       | 3             |
| 1990 | Rumpelstilzchen                                                 | Gebrüder Grimm                             | H. O. Reich                                  | 2.404     | 14            |
| 1991 | Zwerg Nase                                                      | Wilhelm Hauff                              | H. O. Reich                                  | 4.101     | 16            |
| 1992 | Zwerg Nase                                                      | Wilhelm Hauff                              | H. O. Reich                                  | 800       | 3             |
| 1992 | Tischlein deck dich                                             | Gebrüder Grimm                             | H. O. Reich                                  | 4.284     | 15            |
| 1992 | Rübezahl / Matinée                                              | U. Timmermann                              | A. Witt / P. Peetz                           | 260       | 3             |
| 1993 | Tischlein deck dich                                             | Gebrüder Grimm                             | H. O. Reich                                  | 386       | 4             |
| 1993 | Oh wie schön ist Panama                                         | Janosch                                    | H. O. Reich                                  | 10.416    | 23            |
| 1993 | Sterntaler / Matinée                                            |                                            | A. Witt                                      |           |               |
| 1994 | O wie schön ist Panama                                          | Janosch                                    | H. O. Reich                                  | 2.430     | 6             |
| 1994 | Räuber Hotzenplotz                                              | Otfried Preußler                           | H. O. Reich                                  | 9.022     | 20            |
| 1994 | Traumfresserchen / Matinée                                      | Michael Ende                               | P. Peetz                                     |           |               |
| 1995 | Pinocchio’s Abenteuer                                           | Manfred Kessler                            | H. O. Reich                                  | 7.048     | 20            |
| 1995 | Don Camillo und Peppone                                         | Giovannino Guareschi                       | A. Pöhler / H. O. Reich                      | 1.286     | 10            |
| 1996 | Das Dschungelbuch                                               | Rudyard Kipling                            | H. O. Reich                                  | 13.048    | 28            |
| 1997 | Schneewittchen und die sieben Zwerge                            | Gebrüder Grimm                             | H. O. Reich                                  |           |               |
| 1997 | Diener zweier Herren                                            | Carlo Goldoni                              | A. Pöhler                                    |           |               |
| 1998 | Die Räuber von Kardemomme                                       | Thorbjørn Egner                            | H. O. Reich                                  | 8.000     |               |
| 1999 | Die kleine Hexe                                                 | Otfried Preußler                           | R. P. Lange, Willy Hövelborn                 | 11.500    | 19            |
| 2000 | Der kleine Vampir                                               | Angela Sommer-Bodenburg                    | Willy Hövelborn, Helmut Beyer, Heribert Marx |           | 21            |
| 2000 | Hey Joe                                                         | Dirk Salzbrunn                             | Alexander Georg-Witt, Thorsten Böhner        |           | 10            |
| 2001 | Kalif Storch                                                    | Wilhelm Hauff                              | Thorsten Böhner, Alexander Georg-Witt        | 8.911     | 21            |
| 2002 | Ronja Räubertochter                                             | Astrid Lindgren                            | Willy Hövelborn und Christian Weißbrod       | 13.000    | 21            |
| 2003 | Simba, König der Tiere                                          | Robert Hesse                               | Willy Hövelborn, Holger Weißbrod             | 14.000    | 24            |
| 2004 | Die Schöne und das Biest                                        |                                            | Willy Hövelborn, Holger Weißbrod             |           | 20            |
| 2005 | Robin Hood                                                      | Willy Hövelborn, Holger Weißbrod           | Willy Hövelborn, Holger Weißbrod             | 11.747    | 23            |
| 2006 | Der Zauberer von Oos                                            |                                            | Jörg Wähning                                 |           | 18            |
| 2007 | Das Dschungelbuch                                               | Beate Brieden                              | Willy Hövelborn                              |           | 17            |
| 2007 | Das indische Tuch                                               | Edgar Wallace                              | Willy Hövelborn                              |           | 10            |
| 2008 | Peter Pan                                                       |                                            | Matthias Harre                               |           | 15            |
| 2009 | Urmel aus dem Eis                                               | Max Kruse                                  | Matthias Harre                               | 9.208     | 21            |
| 2009 | Ladykillers                                                     |                                            | Matthias Harre                               | 1.684     | 12            |
| 2009 | Der Vertreter (Studio)                                          |                                            | David Enge                                   |           | 7             |
| 2010 | Die kleine Hexe                                                 | Otfried Preußler                           | Matthias Harre                               | 8.722     | 21            |
| 2010 | Arsen und Spitzenhäuptchen                                      | Joseph Kesselring                          | Lea Hövelborn und Willy Hövelborn            | 1.686     | 11            |
| 2011 | Der Sängerkrieg der Heidehasen                                  | James Krüss                                | Matthias Harre                               | 6.014     | 14            |
| 2011 | Zum Henker mit den Henks                                        | Norman Robbins                             | Stefan Beckmann                              | 1.313     | 9             |
| 2012 | Emil und die Detektive                                          | Erich Kästner                              | Matthias Harre                               | 7.976     | 16            |
| 2012 | Der Frauenmörder                                                | Hugo Bettauer                              | Willy Hövelborn                              | 2.126     | 11            |
| 2012 | Hensel und Gretel – Freitag der 13. (Studio)                    |                                            | Julian Klenner und Sylvana Leiverkus         |           | 10            |
| 2013 | Die wundergrimmsagenfabelfantastische Rettung des Märchenlandes | Matthias Harre                             | Matthias Harre                               | 6.030     | 15            |
| 2013 | Das Mörderspiel                                                 | Axel Bungert                               | Matthias Harre                               | 2.014     | 11            |
| 2014 | Jim Knopf und Lukas der Lokomotivführer                         | Michael Ende                               | Matthias Harre                               | 6.235     | 15            |
| 2014 | Der Damenclub von Marquise-Crossing und Ihr erster Mordversuch  | Pat Cook                                   | Stefan Beckmann                              | 1.913     | 12            |
| 2015 | Oliver Twist                                                    | Charles Dickens                            | Matthias Harre                               | 3.914     | 18            |
| 2015 | Das Haus von Montevideo                                         | Curt Goetz                                 | Willy Hövelborn                              | 2.130     | 12            |
| 2016 | Aladin und die Wunderlampe                                      |                                            | Sara Hövelborn, Gabi Meier                   | 5.679     | 19            |
| 2016 | Der süsseste Wahnsinn                                           | Michael McKeever                           | Matthias Harre                               | 1.854     | 11            |
| 2017 | Robin Hood                                                      |                                            | Willy Hövelborn, Gabi Meier                  | 6.285     | 21            |
| 2018 | Schneewittchen und die sieben Zwerge                            |                                            | Sarah Wendler, Chris Malassa                 | 6.021     | 14            |
| 2018 | Heiße Ecke                                                      | Martin Lingnau                             | Willy Hövelborn                              | 5.007     | 14            |
| 2019 | Pippi Langstrumpf                                               | Astrid Lindgren                            | Julian Klenner                               | 9.875     | 15            |
| 2019 | Aufstand in Haus Abendsonne                                     | Helmut Schmidt                             | Willy Hövelborn                              | 2.720     | 12            |